# Ben Miles
Benjamin Charles Miles (Wimbledon, 29 settembre 1966) è un attore e musicista britannico, conosciuto soprattutto per aver interpretato, dal 2000 al 2004, il ruolo ricorrente di Patrick Maitland nella commedia televisiva britannica Coupling.

## Biografia
Nato a Londra ma cresciuto nel villaggio di Ashover, nel Derbyshire, Ben ha frequentato la scuola superiore Tupton. Ha iniziato a recitare proprio in alcuni spettacoli scolastici, e dopo il diploma ha studiato alla Guildhall School of Music and Drama, che ha annoverato tra i suoi studenti personaggi come Orlando Bloom, Daniel Craig e Joseph Fiennes.
Il primo ruolo importante di Ben è stato tra il 2002 e il 2003 quello del personaggio ricorrente Montague Dartie, nella popolare miniserie televisiva della ITV La saga dei Forsyte, insieme a Damian Lewis e Gina McKee. Ha seguito nel 2004 la rappresentazione di Charles Ryder, nella produzione della BBC Radio 4 Brideshead Revisited. Il 2005 ha visto Ben prendere parte a più produzioni, a partire dall'interpretazione del ruolo di Dascombe nel film V per Vendetta. È poi tornato a teatro nel ruolo di Bolingbroke, nello spettacolo Riccardo II di Shakespeare messo in scena all'Old Vic. Nello stesso spettacolo ha recitato Gary Raymond, suocero di Ben, conosciuto per Rat Patrol, El Cid e Improvvisamente, l'estate scorsa.
Sempre nello stesso anno, Ben è apparso nella serie televisiva della BBC Mr. Harvey Lights a Candle, interpretando un insegnante che porta un gruppo di studenti indisciplinati a visitare la Cattedrale di Salisbury. L'anno successivo è apparso nella serie televisiva After Thomas, al fianco di attori come Clive Mantle, interpretando il padre di un ragazzo con autismo. Nel 2008 ha interpretato uno scudiero nella produzione storica britannica Lark Rise to Candleford, ed a gennaio del 2009 è apparso nel ruolo nel direttore di una compagnia di commercio nel mercato azionario nella serie della BBC Sex, the City and Me.
L'ultima apparizione di Ben è avvenuta nel 2009, nello spettacolo teatrale The Norman Conquests, nel quale ha interpretato il ruolo di Tom. Lo spettacolo ha vinto un Tony Award per "Miglior Ripresa di uno Spettacolo". Oltre alla recitazione, Ben è ferrato anche musicalmente: suona infatti il basso, la batteria e la chitarra da mancino.

## Vita privata
È sposato con l'attrice Emily Raymond, che ha recitato nel film Love Lies Bleeding insieme a Faye Dunaway. Marito e moglie sono apparsi insieme in un episodio di Peak Practice, Before The Lights Go Out, nel 1999.

## Filmografia parziale

### Attore

#### Cinema
- V per Vendetta (V for Vendetta), regia di James McTeigue (2005)
- Kurnaz - Fünf Jahre Leben, regia di Stefan Schaller (2013)
- Planet of the Baybes, regia di Ian Ray-White (2014)
- Woman in Gold, regia di Simon Curtis (2015)
- Il ricevitore è la spia (The Catcher Was a Spy), regia di Ben Lewin (2018)
- Red Joan, regia di Trevor Nunn (2018)
- National Theatre Live: The Lehman Trilogy, regia di Sam Mendes e Matthew Amos (2019)
- Tetris, regia di Jon S. Baird (2023)
- Napoleon, regia di Ridley Scott (2023)
- Madame Clicquot (Widow Clicquot), regia di Thomas Napper (2023)
- Canary Black, regia di Pierre Morel (2024)

#### Televisione
- Pulse, regia di James Hawes – film TV (2010)
- Le inchieste dell'ispettore Zen (Zen) – miniserie TV, 3 puntate (2011)
- The Promise – serie TV, episodio 1x01 (2011)
- The Suspicions of Mr Whicher – serie TV, episodio 1x01 (2011)
- Dracula – serie TV, 10 episodi (2013-2014)
- The Hollow Crown: The Wars of the Roses – serie TV, 2 episodi (2016)
- Black Mirror – serie TV, episodio 3x06 (2016)
- The Crown – serie TV, 9 episodi (2016-2017)
- Joe Orton Laid Bare, regia di Richard Curson Smith – film TV (2017)
- Collateral – serie TV, 4 episodi (2018)
- The Romanoffs – serie TV, episodio 1x08 (2020)
- The Capture – serie TV, 12 episodi (2019-2022)
- The Trial of Christine Keeler – serie TV, 6 episodi (2019-2020)
- Diavoli (Devils) – serie TV, 6 episodi (2020)
- Andor – serie TV, 7 episodi (2022-2025)

#### Cortometraggi
- Promise, regia di Lawrence Jackson (2011)
- The Complete Walk: Troilus and Cressida, regia di Dominic Dromgoole (2016)

### Doppiatore

#### Cinema
- Bob Aggiustatutto: Mega Macchine (Bob the Builder: Mega Machines), regia di Stuart Evans (2017)

#### Televisione
- Bob aggiustatutto (Bob the Builder) – serie animata, 4 episodi (2018)

## Doppiatori italiani
Nelle versioni in italiano delle opere in cui ha recitato, Ben Miles è stato doppiato da:
- Alessio Cigliano in Woman in Gold, Dracula
- Christian Iansante in The Crown, Il ricevitore è la spia
- Massimo Bitossi in The Romanoffs
- Paolo Buglioni in Diavoli
- Riccardo Niseem Onorato in Red Joan
- Stefano Benassi in Collateral
- Roberto Chevalier in Andor
- Alessandro Budroni in Napoleon
- Massimo De Ambrosis in Madame Clicquot